# Kraftwerk
Kraftwerk (Кра́фтверк, с нем. — «электростанция») — немецкий музыкальный коллектив из Дюссельдорфа, внёсший заметный вклад в развитие электронной музыки. Группа была образована в 1968 году Флорианом Шнайдером и Ральфом Хюттером, но широкую известность приобрела, став квартетом, в который вошли также Вольфганг Флюр и Карл Бартос. Первым объединением этих музыкантов был квинтет, называвшийся Organisation.

## Музыка
В ранних работах Organisation и Kraftwerk (до альбома Autobahn, 1974) музыка была экспериментальной и преимущественно не электронной. Доминирующими стилями были краут-рок и авангард. Тогда Kraftwerk сотрудничали с влиятельным звукоинженером Конни Планком (нем. Conny Plank, также работал с Can, Neu!, Eurythmics), а также экспериментировали с различными музыкантами. Среди участников Kraftwerk были Михаэль Ротер (нем. Michael Rother) и Клаус Дингер (нем. Klaus Dinger), впоследствии основавшие группу Neu!.
Альбом «Autobahn» (1974) стал переломным моментом не только в творчестве группы, но и в современной музыке в целом, продемонстрировав возможности синтезаторов и электроники того времени. Тема композиции «Autobahn», давшей название альбому — поездка на автомобиле по германским автомагистралям. Длительность этой композиции — более 22 минут, она занимала целую сторону виниловой пластинки.

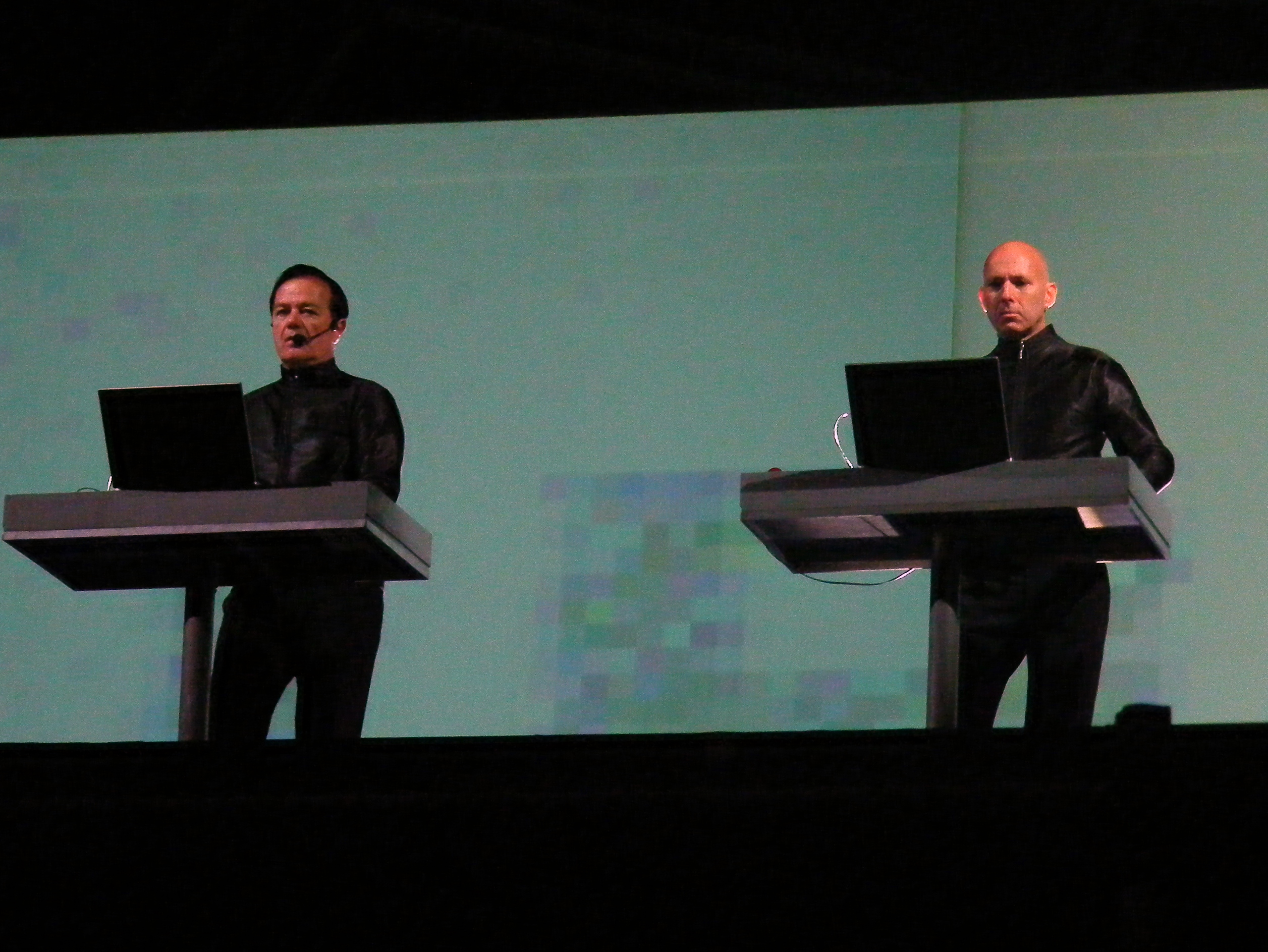

Начиная с 1974 года музыка стала менее экспериментальной, с более чёткими электронными ритм-структурами. Следующие три альбома — «Radio-Activity» (1975), «Trans-Europe Express» (1977) и «The Man Machine» (1978) — существенно повлияли на развитие электронной музыки и современной музыки в целом. На этих альбомах присутствуют такие хиты, как «Das Model», «The Robots», «Trans-Europe Express», «Radioactivity», «Neon Lights», «Showroom Dummies». С того времени некоторые альбомы Kraftwerk выпускались в разных языковых версиях, с текстами песен на английском или немецком.
Kraftwerk являются создателями стиля электро, часто группе Kraftwerk приписывается изобретение стиля техно. Они были одной из самых первых поп-групп, создавших (не авангардную) музыкальную композицию только при помощи электронных инструментов. Даже голос иногда создавался с помощью генератора или проходил через вокодер, становясь роботоподобным.
В 1980-х годах группа выпустила ещё 2 альбома — «Computer World» (1981) и «Electric Cafe» (1986), а также внеальбомный сингл «Tour de France». После этого последовала большая пауза, в течение которой Kraftwerk дали несколько эффектных концертных туров с видеопроекциями, выпустили заново обработанные, современно звучащие версии старых композиций (The Mix, 1991).
Первой новой композицией, выпущенной после альбома «Electric Cafe» (1986), стала «Expo 2000», выпущенная синглом в 1999 (к одноимённой всемирной выставке 2000 года в Ганновере).
В 2003 году был выпущен долгожданный альбом «Tour de France Soundtracks», звучащий современно, но в то же время выдержанный в стиле группы. За выпуском альбома последовало мировое турне, материалы которого легли в основу концертных CD и DVD «Minimum-Maximum» (2005).
В январе 2009 года, согласно официальным данным EMI, группу покинул один из её основателей — Флориан Шнайдер, проработавший с Kraftwerk почти 40 лет. Его место занял Штефан Праффе, ранее работавший видеоинженером в группе.
В конце 2009 — начале 2010 года Kraftwerk объявили о записи нового студийного альбома группы. О названии диска и дате выхода не было известно, но участники сказали, что поклонники смогут насладиться новым материалом уже в конце 2010 года, однако альбом так и не был выпущен.
В октябре 2011 года бутлег-альбом группы под названием «K4», выпущенный в 1971 году, занял 14-е место в списке 50 величайших бутлегов рок-н-ролла по версии журнала Uncut.
В апреле 2012 года группа дала серию концертов в Музее современного искусства в Нью-Йорке, где каждое выступление было посвящено одному из их альбомов. Во время этих выступлений Хюттер подтвердил, что коллектив работает над новым материалом и планирует выпустить новый студийный альбом, однако это обещание так и не было выполнено.

## Состав

### Текущий состав
- Ральф Хюттер (нем. Ralf Hütter) — вокал, вокодер, синтезатор, клавишные (1970 — н. в.), орган, ударные, бас-гитара (1970—1974)
- Фальк Гриффенхаген (нем.  Falk Greiffenhagen ) — электронная перкуссия, звукоинженер (2013 — н. в.)
- Хеннинг Шмиц (нем. Henning Schmitz) — электронная перкуссия, клавишные на концертах (1991 — н. в.), звукоинженер (1978—наши дни)
- Георг Бонгарц (нем.  Georg Bongartz ) — видеоинженер (2023 — н. в.)

### Бывшие участники
| - Фриц Хильперт (нем. Fritz Hilpert) — электронная перкуссия, звукоинженер (1987—2022) - Флориан Шнайдер (нем. Florian Schneider) — синтезатор, бэк-вокал, вокодер, флейты, саксофон на концертах, перкуссия, гитара, скрипка (1970—2008, умер в 2020 году) - Хушенг Неджадепур (нем. Houschäng Néjadepour) — электро-гитара (1970—1971) - Платон Костич (нем. Plato Kostic) — бас-гитара (1970) - Петер Шмидт (нем. Peter Schmidt) — барабаны (1970) - Чарли Вайс (нем. Charly Weiss) — барабаны (1970) | - Томас Ломанн (нем. Thomas Lohmann) — барабаны (1970) - Эберхард Кранеманн (нем. Eberhard Kranemann) — бас-гитара (1970—1971) - Андреас Хоманн (нем. Andreas Hohmann) — барабаны (1970) - Клаус Дингер (нем. Klaus Dinger) — барабаны (1970—1971; умер в 2008) - Михаэль Ротер (нем. Michael Rother) — электро-гитара (1971) - Эмиль Шульт (нем. Emil Schult) — электро-гитара, электро-скрипка (1973) | - Вольфганг Флюр (нем. Wolfgang Flür) — электронная перкуссия (1973—1987) - Клаус Рёдер (нем. Klaus Röder) — электро-гитара, электро-скрипка (1974) - Карл Бартос (нем. Karl Bartos) — электронная перкуссия, вибрафон на концертах, клавишные на концертах (1975—1991) - Фернандо Абрантес (нем. Fernando Abrantes) — электронная перкуссия, синтезатор (1991) - Штефан Пфаффе (нем. Stefan Pfaffe) — видеоинженер (2008—2012) |

## Дискография

### Студийные альбомы
| - Kraftwerk (1970) - Kraftwerk 2 (1972) - Ralf und Florian (1973) - Autobahn (1974) - Radio-Activity (1975, немецкая версия альбома: Radioaktivität) - Trans-Europe Express (1977, немецкая версия альбома: Trans Europa Express) - The Man Machine (1978, немецкая версия альбома: Die Mensch-Maschine) - Computer World (1981, немецкая версия альбома: Computerwelt) - Electric Cafe (1986, первонач. название Techno Pop, существует также немецкая и испанская версии альбома) - The Mix (1991, новые записи старых композиций, существует также немецкая версия альбома) - Tour de France Soundtracks (2003) - Der Katalog (2009), бокс-сет, коллекция ремастированных альбомов - Remixes (2020), сборник ремиксов с 1991 по 2007 - Minimum-Maximum (2005), также выпущен на DVD - 3-D The Catalogue (2017), 3D видео собрание выступлений группы в период с 2012 по 2016 год - Autobahn (1975) - Radioactivity (1975) - Antenne (1975) - Trans-Europe Express (1977) - Showroom Dummies (1977) - Die Roboter (1978) - The Model (1980) - Pocket Calculator (1981) - Tour de France (1983) - Musique Non-Stop (Boing Boom Tschak) (1986) - The Telephone Call (1987) - The Robots (1991) - Tour de France (Etape 2) (2003, 2005) - The Robots (3D-Edit) (2013, 2017) | - 1973 Comet Melody (немецкое название: Kohoutek-Kometenmelodie) - 1974 Autobahn - 1975 Comet Melody 2 (немецкое название: Kometenmelodie 2) - 1976 Radioactivity - 1977 Trans-Europe Express - 1977 Showroom Dummies - 1978 The Robots - 1978 The Model/Das Modell - 1978 Neon Lights - 1981 Pocket Calculator - 1981 Computer Love - 1981 Computerwelt - 1981 The Model - 1982 Showroom Dummies - 1983 Tour de France - 1984 Tour de France (Francois Kevorkian remix) - 1986 Musique Non Stop - 1987 The Telephone Call - 1991 The Robots (новая версия с альбома The Mix) - 1991 Radioactivity (новая версия с альбома The Mix) - 1999 Tour de France (re-release) - 1999 Expo 2000 (1999) - 2003 Tour de France 2003 - 2003 Elektro Kardiogramm (promo only radio mix) - 2004 Aerodynamik |

### Сольные альбомы участников

#### Карл Бартос
- Communication (2003) — соло
- Off the Record (2013)

С проектом Elektric Music:
- Esperanto (1993)
- Electric Music (1996)

#### Вольфганг Флюр
- Time Pie (1997) (проект Yamo)
- I was a Robot (2011)